# Eslövs flygplats
Eslövs flygplats är belägen nordöst om Eslöv i Eslövs kommun i Skåne. Det är ett mycket aktivt flygfält med två banor. Under sommaren 2011 förlängdes, vreds och asfalterades huvudbanan till 799 meters längd. Den andra banan är en ca 470 meter gräsbana. Det förekommer främst sportflyg, och starter för fallskärmshopp torde vara vanligast.
Därifrån gjordes Sveriges första postflyg Eslöv - Åkarp / Marieholm 1 juni 1912.
Officiellt öppnades flygfältet 1939. Den ägdes av Luftfartsverket fram till 2007 då flygfält med omgivande mark köptes av Eslövs kommun med avsikt om fortsatt flygverksamhet och anläggande av bostadsområde Kastberga.
Under perioden 1940 till 1946 bedrevs där flygreservskola och ca 400 elever fick sina silvervingar. Andra historiska verksamheter har varit flygbesprutning och helikopterverksamhet.
En användare av fältet är Eslövs flygklubb som har hangar och klubbstuga i norra delen. Även Skånes Flygklubb är en användare på flygplatsen och har sin skolverksamhet och hangar i den södra delen av flygplatsen. 

## Källhänvisningar
1. ↑  ”airportguide.com”. Arkiverad från originalet den 8 april 2014. https://archive.is/20140408201808/http://airportguide.com/airport/Sweden/Skane_lan/Eslov-ESME/. Läst 8 april 2014.
2. 1 2  Staffan Håkansson (17 april 2008). ”Eslövs flygplats skall bli laglig Sjuttio år sedan den byggdes - men den har aldrig formellt inrättats”. Sydsvenskan. http://www.sydsvenskan.se/omkretsen/eslovs-flygplats-skall-bli-laglig-sjuttio-ar-sedan-den-byggdes---men-den-har-ald/. Läst 20 mars 2013.
3. ↑  Sofia Johansson (15 maj 2012). ”Arkiverade kopian”. Skånska Dagbladet. Arkiverad från originalet den 13 december 2014. https://web.archive.org/web/20141213204925/http://www.skanskan.se/article/20120515/ESLOV/705149879/-/sveriges-forsta-flygpost-stalls-ut. Läst 7 augusti 2013.
4. ↑  ”Eslövs flygklubb”. http://www.eslovsflygklubb.se/. Läst 4 februari 2019.
5. ↑  ”Arkiverade kopian”. Arkiverad från originalet den 23 december 2019. https://web.archive.org/web/20191223025506/http://www.skanesflygklubb.se/. Läst 2 mars 2018.